# Ada Nield Chew
Pour les articles homonymes, voir Chew.
Ada Nield Chew (28 janvier 1870, Staffordshire - 27 décembre 1945, Burnley, Lanashire) est une suffragette et militante politique britannique.

## Biographie
Ada Nield est née dans une ferme près de Butt Lane, dans le nord du Staffordshire, le 28 janvier 1870. Elle est la fille de Willam et Jane (née Hammond) Nield, parents de treize enfants. À l'âge de onze, elle quitte l'école pour aider sa mère à s'occuper de la maison et de la famille et en particulier de sa sœur cadette May qui est épileptique. En 1887, la famille déménage à Crewe, dans le Cheshire. Ada y travaille dans un magasin de Nantwich. Elle change ensuite de métier pour devenir tailleuse dans l'usine de textile Compton Brothers à Crewe.  À la suite de la publication d'une série de lettres au sein de The Crewe Chronicle, dans lesquelles elle dénonce les conditions de travail des femmes dans l'usine, Ada Nield se fait licencier.

## Militantisme politique

### Labour Party
Ada Nield devient un membre actif du parti travailliste indépendant (Independent Labour Party - ILP). En 1896, elle parcourt le nord-est de l'Angleterre dans le fourgon Clarion afin de faire connaître les idées politiques du parti. Elle est également une collaboratrice régulière de The Clarion et The Labour Leader. Peu de temps après, en 1897, Ada Nield se marie avec George Chew, également membre de l'ILP. Leur fille unique, Doris Chew naît l'année suivante. Le couple s’installe à Rochdale où ils dirigent un petit magasin. En 1900, Ada Nield Chew intègre la Women's Trade Union League, dont elle devient l'une des organisatrices principales. Pendant cette période, elle se lie d'amitié avec Ramsay MacDonald, Margaret MacDonald, John Bruce Glasier, Katherine Glasier, Selina Cooper, John Robert Clynes et Mary Macarthur.

### Première Guerre mondiale
Dans les années qui précèdent la Première Guerre mondiale, Ada Nield Chew participe activement au mouvement pour le suffrage féminin. Elle devient alors membre du National Union of Women's Suffrage Societies (NUWSS) et œuvre pour cet organisme en tant qu'organisatrice aux côtés de Selina Cooper de 1911 à 1914. En avril 1912, elle influence la décision du NUWSS de soutenir les candidats du parti travailliste aux élections partielles parlementaires. Emily Davies, membre du Parti conservateur, et Margery Corbett-Ashby, partisane active du Parti libéral, démissionne du NUWSS en raison de cette décision. Cependant, d'autres, comme Catherine Osler, quittent la Women's Liberal Federation afin de protester contre l'attitude du gouvernement à l'égard du suffrage féminin.
Le 4 août 1914, Millicent Fawcett, cheffe du NUWSS, déclare suspendre toute activité politique jusqu'à la fin de la guerre. Malgré les pressions exercées par les membres du NUWSS, elle refuse de plaider pour la paix. Ada Nield Chew, quant à elle, adopte une position pacifiste et rejoint la Ligue internationale des femmes pour la paix et la liberté, ainsi que d’autres organisations dites anti-guerre.

### Suffrage féminin
Ada Nield Chew s'oppose à la politique de la Women's Social and Political Union (WSPU), dont l'objectif principal est le vote de certaines femmes « au même titre que les hommes » plutôt que le suffrage universel et le vote de toutes les femmes et de tous les hommes à partir d'un âge donné. Le 16 décembre 1904, The Clarion publie une lettre d’Ada Nield Chew sur la politique de la WSPU, elle écrit : « Par ce vote, toute la classe des femmes riches sera émancipée, mais la majorité des femmes, les travailleuses, mariées ou célibataires, seront elles encore plus isolées. Donner le droit de vote uniquement aux femmes riches et de classe supérieure signifie que leurs votes iront naturellement dans leur propre intérêt. Elles contribueront ainsi à écraser le vote du travailleur éclairé qui tente de faire entrer des travaillistes au Parlement. »,
Ada Nield Chew rejoint également le Fabian Women's Group et écrit pour diverses revues, dont The Common Cause, The Freewoman et The Englishwoman's Review.

## Dernières années
Après la fin de la guerre et l'accès au droit de vote pour les femmes en 1918, Ada Nield Chew se retire de toute implication politique majeure, préférant se concentrer sur le développement de la draperie par correspondance qu'elle a fondé. Elle prend sa retraite en 1930, avant d'entreprendre un tour du monde dès 1935. Elle décède le 27 décembre 1945 à Burnley, dans le Lancashire. Ses cendres sont dispersées sur la pelouse du cimetière de Rochdale. Après son décès, sa fille Doris Chew publiera l'ouvrage Ada Nield Chew: The Life and Writings of a Working Woman, regroupant ses écrits personnels et une brève biographie d'Ada.

## Hommage
Une entrevue orale entre Brian Harrison et Doris Nield Chew, au sujet de sa mère, Ada Nield Chew, a eu lieu à la Women's Library de Londres. Il s’agit de l’une des 200 interviews réalisées dans les années 70 dans le cadre de la série Oral Evidence on the Suffragette and Suffragist Movements: the Brian Harrison interviews,.
Le nom et la photographie d'Ada Nield Chew, ainsi que ceux de 58 partisans du droit de vote des femmes, se trouvent sur le socle de la statue dédiée à Millicent Fawcett sur la place du Parlement, à Londres et dévoilée en 2018,,.